# Küchenrat
Der Küchenrat in Braunschweig, seit 1614 als Enger Rat bezeichnet, war ein ständiger Ausschuss des Gemeinen Rates, der im Rahmen der neuen Verfassung nach der „Großen Schicht“ 1386 eingeführt worden war.
Der Gemeine Rat bestand aus 103 Personen und war damit für reguläre Verwaltungsaufgaben zu groß. Man entschied sich somit aus den Mitgliedern des Gemeinen Rates den „Küchenrat“ zu bilden, der eine Ratsperiode im Amt blieb. Der Küchenrat tagte in der Küche der Münzschmiede, wo Münzen gegossen und geschlagen wurden. Die Überwachung des Münzwesens galt als Hauptaufgabe des Küchenrates.